# ワンモアタイム (ポルノグラフィティの曲)
「ワンモアタイム」（One more time）は、ポルノグラフィティの33作目のシングル。2011年9月21日にSME Recordsから発売された。

## 概要
前作「EXIT」からおよそ7か月ぶりのリリースで、初回盤仕様では購入者特典として2011年9月10日・11日に行われた『“つま恋ロマンスポルノ'11 〜ポルノ丸〜”』のダイジェストの鑑賞パスワードが封入されている。
本作は「新たな挑戦」「新たなサウンドへの挑戦」を意識した作品となっており、メジャーデビュー以来数多くの楽曲で携わってきた本間昭光（ak.homma）をトータル・プロデューサーとして配し、ミュージシャンやエンジニアといった制作チーム（ポルノチーム）のメンバーを一新、楽曲それぞれで異なる新たなアレンジャーを迎える形を採っている。これはキャリアを重ねたメンバーの「未知なる化学反応を通じての新しい音の獲得」と「“ポルノグラフィティ”のさらなる進化への昇華」を目指したいという意向を受けた体制で、新藤は「THE 野党やチーム・アミューズ!!を通じて得たものをポルノに還元してゆく」としている。
2012年1月25日、ソニー・ミュージックによりYouTubeにポルノグラフィティの公式チャンネルが開設され、「ワンモアタイム」のビデオクリップがフルコーラスで公開された。
本作のビデオクリップは、暗闇に生まれる小さな光とともに、あるいは大小のさまざまなスピーカーが大量に並べられたところで、岡野は裸足で歌い、新藤はギターを弾くという、東日本大震災後の日本を意識した構図となっている。また岡野の胸、新藤のギターには映像合成用のクロマキーシートが使用されているが昭仁のクロマキーシートの位置を少し上に貼り直し、晴一のギターにも、クロマキーシートを全面に貼り直し撮影している。なお、「ワンモアタイム」のビデオクリップは、ソニー・ミュージック公式サイトやYouTubeなどで公開されたフルコーラスバージョンと、タイアップバージョン（「スッキリ」限定バージョン）の2種類が存在する。

## 収録曲
1. ワンモアタイム [4:07]
  - 作詞・作曲：岡野昭仁　編曲：田中ユウスケ、近藤隆史、Porno Graffitti

日本テレビ系列放送情報番組『スッキリ!!』2011年9月度エンディングテーマ。
「抗えない過酷な現実を前にしたときの葛藤」「無力さを痛感したうえで未来へどう突き進んでいくべきか」という課題に直面したときに必要な「信じる心」を歌ったメッセージソング[7][14][15]。作詞・作曲した岡野は「東日本大震災を受けて自分たちにできることは何かを全力で模索した結果出来上がった楽曲」と語っているほか[16]、新藤も楽曲披露時にたびたび震災について触れている[17][18]。発表当初、楽曲の書かれた時期は明らかにされなかったものの、『PANORAMA PORNO』発表時のメンバーによるコメントによれば、2011年4月以降に制作され、同年6月頃までにはデモ（原型）が出来上がり、後にリリースされた「2012Spark」とともにシングル候補曲であったという[15][19]。
先述の通り新しい試みとして、アレンジにはいきものがかりの「じょいふる」を手掛けた田中ユウスケと近藤隆史のタッグを迎え、疾走感あふれるロックとデジタルが融合したサウンドとなった[7][10]。
2011年8月15日放送の『カフェイン11』（bayfm）にて初オンエア（新藤曰く「宇宙最速披露」）された。
2. マイモデル [4:21]
  - 作詞・作曲：新藤晴一　編曲:tasuku、Porno Graffitti

ホーンとスカを取り入れた曲で、「君は100%」の収録曲「煙」を手掛けたtasukuとの共同アレンジ[7]。
3. グッバイサマー [5:43]
  - 作詞・作曲：岡野昭仁　編曲:Dr.kyOn、Porno Graffitti

Dr.kyOnのサポートを受けながら新たなアプローチを目指した曲で、歌詞は夏祭りをイメージしたものとなっている[7]。

## 収録アルバム
- PANORAMA PORNO (#1)
- PORNOGRAFFITTI 15th Anniversary "ALL TIME SINGLES" (#1)

## 発売日一覧
| 地域 | 規格             | 作品 | 情報          |
| ---- | ---------------- | --- | ------------- |
| 日本 | 着うた（着信音） | 「ワンモアタイム」イントロVer. 「ワンモアタイム」サビVer. 「ワンモアタイム」大サビVer.                                                                              | 2011年9月7日  |
| 日本 | CD               | ワンモアタイム | 2011年9月21日 |
| 日本 | 着うた（着信音） | 「マイモデル」イントロVer. 「マイモデル」サビVer. 「マイモデル」2AVer. 「グッバイサマー」AメロVer. 「グッバイサマー」サビVer. 「グッバイサマー」エンディングVo Ver. | 2011年9月21日 |

## 演奏参加ミュージシャン
| ポルノグラフィティ        | ポルノグラフィティ |
| ------------------------- | --- |
| 岡野昭仁                  | ヴォーカル（コーラス）、アコースティック・ギター |
| 新藤晴一                  | エレクトリック・ギター |
| サポートミュージシャン    | |
| M-1「ワンモアタイム」     | |
| 坂本学（元Polaris）       | ドラムス |
| 岡村美央Strings           | ストリングス（ヴァイオリン） |
| 田中ユウスケ              | プログラミング、全ての音源 |
| 近藤隆史                  | プログラミング、全ての音源 |
| M-2「マイモデル」         | |
| 玉田豊夢（100s）          | ドラムス |
| 上田ケンジ                | ベース |
| 本間将人                  | アルト・サクソフォーン、ブラス・アレンジ |
| 川上鉄平                  | トランペット |
| 鹿討奏                    | トロンボーン |
| tasuku                    | プログラミング、ブラス・アレンジ、その他全ての音源 |
| M-3「グッバイサマー」     | |
| 宮川剛（GANGA ZUMBA）     | ドラムス、パーカッション |
| 美久月千晴                | ベース |
| Dr.kyOn（元BO GUMBOS）    | オールパスフィルタ、エレクトリックピアノ、 クラビネット、オルガン、アコースティック・ギター、 タンバリン、アコーディオン                                |
| Black Bottom Brass Band   | ブラス・セッション、バック・コーラス （KOO：トランペット） （YASSY：トロンボーン） （IGGY：テノール・サクソフォーン） （MONKY：アルト・サクソフォーン） |
| パチパチぱっちんずSpecial | クラップス（手拍子） |
| うぐいすガールズ          | バック・ヴォーカル |
| レコーディング・スタッフ  | |
| 斉藤裕也                  | レコーディング（M-1） |
| 松本靖雄                  | レコーディング（M-2）、ミキシング（M-1、M-2） |
| 中原正幸                  | レコーディング（M-2）、ミキシング（M-3） |
| 額田真之                  | アシスト（M-1） |
| 宮坂保彦                  | アシスト（M-2） |
| 高須寛光                  | アシスト（M-3） |
| 遠藤太郎                  | ギター・サウンド・デザイン（M-1、M-3） |